# فوقس مسائي
فوقس مسائي (الاسم العلمي: Hesperophycus) هو جنس من الطلائعيات يتبع فصيلة الفوقسية من رتبة الفوقسيات.

## أنواع الفوقس المسائي
هناك نوع واحد من الفوقس المسائي هو:
- الفوقس الكاليفورني